# 捏古䚟
捏古䚟，元朝军事人物，斡耳那氏，怯怯里的孙子，相兀速的儿子。
元贞元年（1295年），捏古䚟为蒙古侍卫亲军百户。大德六年（1302年），袭父职，佩金虎符，授为宣武将军。延祐四年（1317年），升为左翊蒙古侍卫亲军都指挥使，依然佩金虎符，进升为怀远大将军。